# 蝸牛庵
蝸牛庵（かぎゅうあん）は、幸田露伴の旧宅。露伴は自分の家を「かたつむりの家（蝸牛庵）」と呼び、やどかりのように幾度となく住まいを変えた。その中でも、彼が一番長く10年間住んだ隅田川の東、向島にあった家が、明治村に移築されて保存されている。幸田露伴は、明治30年（1897年）からの約10年間をその家で過ごしている。娘で作家になった幸田文は、この家で生まれた。
旧所在地は、東京都墨田区東向島3丁目26番地で、建設年代は明治初年（1868年）代とされている。
露伴の作品の中に、『蝸牛庵夜譚』（1907年11月、春陽堂書店）と題するものもある。

## 移築
この家は、犬山市にある博物館明治村に移築され、そこで露伴旧居蝸牛庵として公開されている。

## 跡地
跡地になる墨田区東向島一丁目には墨田区立の露伴児童遊園という公園があり、幸田露伴の文学碑が立てられている。それには彼の小説『運命』の一節が引用されている。